# Franz Straub
Franz Straub, né le 25 février 1889 à Bergrothenfels (de), Rothenfels et mort en 1977 était un officier SS au sein de la Sipo-SD. Durant la Seconde Guerre mondiale, il était le chef de la Gestapo (Sipo-SD - abteilung IV) pour la Belgique et était basé à Bruxelles.

## Éléments biographiques
Après des études secondaires, Franz Straub étudie le droit. En 1913, il intègre la police. Lors de l'accession au pouvoir des Nazis, en 1933, il fait partie de la Police politique bavaroise (Bayerische Politische Polizei (de)). En 1936, il devient membre du NSDAP (no 3.651.455 et la SS (no 342.170.
Pendant la Seconde Guerre mondiale, il officia du 13 juin 1940 au retrait des forces d'occupation allemande en septembre 1944 en tant que Chef de toutes les forces de la Gestapo déployées en Belgique en tant qu'officier dirigeant l' abteilung IV du Sipo-SD (Sicherheitspolizei-Sicherheitsdienst ). Il sera successivement sous les ordres de Karl Hasselbacher (de) (juillet 1940-septembre 1940), Karl Constantin Canaris (septembre 1940-octobre 1941), Ernst Ehlers (octobre 1941-février 1944), Karl Constantin Canaris (février 1944-septembre 1944)
Si jusqu'en février 1943, la Judenabteilung dépendait directement du bureau II-C (SD) de la Sipo-SD, elle est rattachée au bureau IV-B3 puis IV-B4 au-delà de cette date. En tant que chef de la Gestapo, Straub était donc responsable à partir de février 1943 de l'arrestation et la déportation des Juifs de Belgique. Le Judenreferent était ainsi directement sous ses ordres. Différents Judenreferent se sont succédé pour la Belgique et le Nord de la France: Kurt Asche, sera Judenreferent jusqu'au 29 novembre 1942. À sa suite Fritz Erdmann reprend la fonction jusqu'au 6 octobre 1943 puis Felix Weidmann (de) jusqu'au 18 mars 1944. À partir de cette date, le Judenreferent sera Werner Borchardt.
Le 20 avril 1943, il est promu SS-Sturmbannführer.
À l'automne 1944, il accepte une mission en tant que représentant spécial du RSHA pour mettre sur pied à Vienne un bureau de la Sipo-SD en vue de lutter contre la résistance en Autriche.
À la fin de la Seconde Guerre mondiale, Straub est arrêté par les alliés. Il sera entendu lors du procès de Nuremberg en qualité de témoin et a résumé l'activité de la Gestapo qui figure dans un rapport de la commission du Colonel Neave. Ce rapport fut mentionné à de nombreuses reprises lors d'auditions de criminels de guerre Nazis. Durant son audition, Franz Straub a admis avoir eu recours à la torture à une cinquantaine de reprises lors d'interrogatoires qu'il qualifiait d'« interrogatoires au troisième degré ».
En 1950, Franz Straub a été condamné par le tribunal militaire de Bruxelles à quinze années de travaux forcés mais fut renvoyé en Allemagne en 1951. Après sa réintégration dans la police, il a travaillé jusqu'à sa retraite comme huissier de police au Bureau de la police des frontières de Bavière (de).